# الن کورتی
اِلن کورتی (مجاری: Ellen Kürti؛ ۲۸ ژوئن ۱۹۰۳ – سپتامبر ۱۹۳۰) بازیگر اهل مجارستان بود که بیشتر در سینمای آلمان فعالیت داشت.
از فیلم‌ها یا مجموعه‌های تلویزیونی که وی در آن‌ها نقش داشته است، می‌توان به ترور اشاره نمود.